# Николаевски регионален краеведски музей
Николаевският регионалният исторически музей (на украински: Миколаївський обласний краєзнавчий музей) е регионален исторически музей в град Николаев, Украйна. Музеят съхранява най-голямата колекция от материали и документи за историята и културата на Побужието и Николаев.

## История на музея
Музеят е основан през 1913 година. Тогава по инициатива на местния адвокат и краевед Серхий Хайдученко е открит Николаевският природонаучен музей (по-късно Николаевски градски историко-археологически музей).
Самото колекциониране на експонати на местната култура започва в първите години след основаването на града. През септември 1792 г. първият гражданин на града Михайло Фалеев изпраща група моряци към руините на Олбия с цел „търсене на антики“. Така през 1803 г. в Депото за карти на Черно море (днес Черноморско хидрографско депо) е създаден Кабинет с редки предмети. В този кабинет се съхраняват модели на кораби, археологически находки от Олбия, Керч, Феодосия, колекции от оръжия, дрехи, медали и други предмети.
През 1856 г., след поражението на Руската империя в Кримската война, във връзка с последици от сключените договори, личният състав на военноморските институции в Николаев е значително намален. „Кабинетът с редки предмети“ също бива затворен. Така ценните колекции остават без необходимия надзор и са разпределени във фондовете и архивите на различни градски институции.
През декември 1913 г. става възможно събирането на разпръснатите експонати и се установява първият градски Природонаучен музей. Музеят се помещава в частната къща на гражданина Йосип Заславски. Основополагаща за изложбата е колекцията на Емануил Францев, събирал предмети от зоологията, ботаниката и минералогията в продължение на повече от 40 години. След смъртта на Францев наследниците му даряват цялата колекция на градската управа. За първи директор на музея е назначен Серхий Хайдученко. С времето музейният фонд е значително разширен с предмети от разкопки в Олбия и от частни колекции.
През 1920 г. музеят става променя названието си на Историко-археологически музей. От 1929 г. до 1936 г. музеят се помещава в сградите на Военния затвор и Адмиралтейската катедрала, а по-късно се премества в сграда на ул. „Инженерна“ в града. Още преди началото на Втората световна война музеят вече се намира в помещенията на ул. „Декабристи“ 32.
По време на Втората световна война музеят е почти напълно разрушен. Въпреки това експозицията функционира и по време на окупационния период. През 1943 г. музеят дори се сдобива с нова, по-голяма зала. В обновения музей започват да се провеждат изложби и той е отворен за посетители, повечето от които са немски офицери и войници. Въпреки това, в края на 1943 г. германците пренасят част от археологическите експонати в Кьонигсберг. Изнесени са най-ценните експонати, които и до днес се считат за изчезнали. 
След войната, през 1950 г., с усилията на жителите на града и градските власти, музеят е възстановен като Регионален краеведски музей.
За целия следвоенен период до 2012 г. експонатите на музея се съхраняват в малка стая, принадлежаща на църквата „Свети Йосиф“. Поради тази причина, в този период работят само две изложбени зали.
В началото на XXI век е разработен проект за създаване на музеен комплекс на базата на архитектурен паметник с национално значение „Старите казарми на флота“. Планът за целия „град музей“ включва 9 отделни музея. В края на януари 2012 г. музейният комплекс отваря врати за посетители. Общата площ на реставрираните сгради е 4101,6 квадратни метра.
На 28 август 2012 г., с участието на министър-председателя Микола Азаров, на базата на архитектурния комплекс „Старите казарми на флота“ е официално открит Регионалният краеведски музей. Към 2020 г., музеят разполага с 21 зали.

## Структура и музеен фонд
В основната сграда на Николаевския краеведски музей (на ул. „Набережна“ 29) работят отдели по природа, предреволюционна история, съвременна история и фондов отдел.
Други отдели, включени към Николаевския краеведски музей са:
- Музей на партизанското движение в Николаев през 1941 – 1944 г. (на ул. „Лягин“ 6),

- Музей на корабостроенето и флота (на ул. „Адмиралска“ 4),
- Исторически музей в гр. Очаков,
- Музей „Партизанска искра“ в с. Кримка, Первомайски район,
- Регионален краеведски музей в гр. Первомайск.[5]

Днес колекцията на Николаевския регионалния исторически музей съдържа повече от 160 000 предмета – от епохата на късния палеолит до съвремието. Сред най-ценните експонати са предмети от археологически разкопки от Олбия и Крим, оръжия на запорожки казаци, материали и артефакти, свързани с историята и развитието на гр. Николаев, корабостроителната индустрия на града и други.

## Галерия
- Фрагмент от древногръцка надгробна плоча от Олбия. Надпис „Диодор, син на Дионисий“, IV в. пр. Хр.
- Древногръцка керамика от Олбия
- Компоненти на водопроводни тръби от района на Олбия
- Украински старинен интериор